# 생텀 생토럼
생텀 생토럼(영어: Sanctum Sanctorum)은 마블 유니버스 세계관에 등장하는 가상의 장소로, 마법사들이 지구를 지키기 위해 이용하는 기지와 같은 역할을 하는 공간이다. 이 생텀에는 마법 아이템들이 있으며, 소서러 슈프림은 이곳을 지켜야 한다. 영화 《닥터 스트레인지》, 《어벤져스: 인피니티 워》, 《어벤져스: 엔드게임, 닥스에 나온 적이 있다. 2022년 레고로도 출시된 바 있다.